# Matěj Koubek
Matěj Koubek (10 gennaio 2000) è un calciatore ceco, attaccante del Trinity Zlín.

## Carriera

### Club
Ha iniziato a giocare con il Bohemians con cui ha debuttato il 2 dicembre 2018 contro il Dukla Praga, in 1. liga. Cinque giorni più tardi ha firmato il suo primo contratto professionistico valido fino al 2021. Ha realizzato la sua prima rete il 9 marzo 2019 nel successo esterno per 3-0 contro il Karviná.
Il 13 agosto 2019 è stato prestato al Vysočina Jihlava in seconda divisione. La stagione successiva è stato prestato all'Ústí nad Labem.
Confermato del Bohemians in vista della stagione 2021-2022, ha giocato con discreta frequenza realizzando 4 gol in 30 partite, principalmente da subentrante. L'8 settembre 2022 è passato a titolo definitivo allo Hradec Králové.

### Nazionale
Il 5 giugno 2023 è stato convocato dalla nazionale Under-21 ceca per il Campionato europeo.

## Statistiche

### Presenze e reti nei club
Statistiche aggiornate al 22 giugno 2023.
| Stagione         | Squadra          | Campionato       | Campionato | Campionato | Coppe nazionali | Coppe nazionali | Coppe nazionali | Coppe continentali | Coppe continentali | Coppe continentali | Altre coppe | Altre coppe | Altre coppe | Totale | Totale |
| Stagione         | Squadra          | Comp             | Pres       | Reti       | Comp            | Pres            | Reti            | Comp               | Pres               | Reti               | Comp        | Pres        | Reti        | Pres   | Reti   |
| ---------------- | ---------------- | ---------------- | ---------- | ---------- | --------------- | --------------- | --------------- | ------------------ | ------------------ | ------------------ | ----------- | ----------- | ----------- | ------ | ------ |
| 2018-2019        | Bohemians 1905   | 1L               | 9          | 1          | CRC             | 2               | 0               |                    | -                  | -                  |             | -           | -           | 9      | 1      |
| lug. 2019        | Bohemians 1905   | 1L               | 2          | 0          | CRC             | 0               | 0               |                    | -                  | -                  |             | -           | -           | 2      | 0      |
| 2019-2020        | Vysočina Jihlava | FNL              | 21         | 4          | CRC             | 3               | 3               |                    | -                  | -                  |             | -           | -           | 24     | 7      |
| 2020-2021        | Ústí nad Labem   | FNL              | 23         | 4          | CRC             | 2               | 0               |                    | -                  | -                  |             | -           | -           | 25     | 4      |
| 2021-2022        | Bohemians 1905   | 1L               | 26         | 3          | CRC             | 4               | 1               |                    | -                  | -                  |             | -           | -           | 30     | 4      |
| lug.-ago. 2022   | Bohemians 1905   | 1L               | 4          | 0          | CRC             | 0               | 0               |                    | -                  | -                  |             | -           | -           | 4      | 0      |
| Totale Bohemians | Totale Bohemians | Totale Bohemians | 41         | 4          |                 | 6               | 1               |                    | -                  | -                  |             | -           | -           | 47     | 5      |
| 2022-2023        | Hradec Králové   | 1L               | 27         | 4          | CRC             | 3               | 2               |                    | -                  | -                  |             | -           | -           | 30     | 6      |
| Totale carriera  | Totale carriera  | Totale carriera  | 112        | 16         |                 | 12              | 6               |                    | -                  | -                  |             | -           | -           | 124    | 22     |